# Marin Sirdani
Marin Sirdani, születési nevén Ndue Sirdani (Gusinje, 1885. január 17. – Shkodra, 1962. február 14.) albán ferences szerzetes, pedagógus, folklorista, történész.

## Életútja
A bogai származású Daka Sirdani és Marie Smajli gyermekeként született a Montenegróhoz tartozó Gusinjében, a keresztségben a Ndue nevet kapta. Édesanyját korán elveszítette, apja ekkor őt és fivérét – a később jezsuita szerzetessé lett Aleksandër Sirdanit – shkodrai nagybátyjuk gondjaira bízta. Tanulmányait a shkodrai ferences kollégiumban kezdte meg, majd a Grazi Egyetem teológushallgatója volt, amelyet 1909-ben végzett el. Hazatérését követően pappá szentelték, és Kthella e Sipërme plébánosaként megkezdte lelki szolgálatát, később Pishkashba, majd egy Burrel melletti falucskába helyezték át. Csakhamar a troshani ferences kollégiumban kapott tanári állást, itt végezte az oktatómunkát 1922-ig, amikor Shkodrába költözött, és a ferences Collegium Illyricum történelem- és teológiatanára lett. 1932-től 1938-ig igazgatóként irányította a ferences kollégiumban folyó oktatómunkát.
A kommunista hatalomátvételt követően, 1945-ben a római katolikus főegyházmegye Sirdanit és Ernest Çobát delegálta a kommunista pártot képviselő Tuk Jakovával folytatott tárgyalásra. Ennek során Jakova előterjesztette a párt javaslatát arról, hogy az albán katolikus egyház szervezetileg váljon le a Szentszékről, és alakuljon a kommunista pártvezetéssel együttműködő állami egyházzá. Az elfogadhatatlan ajánlatot a megjelentek visszautasították. Nem sokkal később több más egyházi személlyel együtt Sirdanit is letartóztatták, majd kényszermunkára ítélték.
Szabadulását követően az Arra e Madhe-i ferences konventbe vonult vissza, ahol 1962. február 14-én tuberkulózisban elhunyt.

## Munkássága
Egyházi szolgálatával párhuzamosan gyűjtötte az észak-albániai hegyvidékek epikus folklóralkotásait, amelyeket 1926-tól folytatásokban a shkodrai Zâni i Shna Ndout (’Szent Antal Hangja’) folyóiratban publikált Skanderbegu mbas gojëdhânash (’Szkander bég a szájhagyományban’) címen. 1931 és 1935 között újabb közleményekben adta közre a Szkander bég küzdelmeire és magánéletére vonatkozó további népi epikus alkotásokat. Folklorisztikai munkái mellett történelmi tanulmányai is számottevőek. Az 1940-es években a Hylli i Dritës, a Leka és más folyóiratok lapjain közölt írásokat egyebek mellett az albánság történelmi múltjáról és az albániai ferences rend történetéről. Egyes források szerint több ezer oldalasra rúgó folklorisztikai-történeti kéziratait az államrendőrség letartóztatása után megsemmisítette.

## Fordítás
- Ez a szócikk részben vagy egészben  a   Marin Sirdani című albán Wikipédia-szócikk ezen változatának fordításán alapul.  Az eredeti cikk szerkesztőit annak laptörténete sorolja fel. Ez a jelzés csupán a megfogalmazás eredetét és a szerzői jogokat jelzi, nem szolgál a cikkben szereplő információk forrásmegjelöléseként.